# Балтийская казацкая флотилия
Балтийская казацкая флотилия — флотилия, созданная в 1635 году из казаков Запорожской Сечи для боевых действий на Балтийском море. Некоторое время была единственной боеспособной частью Балтийского флота Речи Посполитой.
Прославилась во время завершения польско-шведского военного конфликта 1635 года. Принимала активное участие в боевых действиях на Балтийском море, сыграла решающую роль в подписании польско-шведского мирного соглашения (Штумсдорфское перемирие).

## Предпосылки создания
Идея о возможности использовать казацкие чайки на Балтийском море существовала в запорожской среде давно. Ещё в 1526 году, когда украинское казацкое войско участвовало в походах польской армии на Балтийское побережье, сечевая старшина предлагала создать на Балтике казацкую эскадру. Но большинство польских чиновников тогда не восприняли эту идею.
Первая треть XVII века прошла в Европе под знаком Тридцатилетней войны. Одновременно, Речь Посполитая находилась в состоянии перманентного военного конфликта со Швецией за обладание юго-восточным побережьем Балтийского моря. Очередная польско-шведская война закончилась в 1629 году Альтмаркским перемирием, срок которого истекал в 1635 году. Только одержав победу в Смоленской войне, Речь Посполитая готовилась к возобновлению боевых действий, воспользовавшись тем, что шведский трон после гибели короля-полководца Густава Адольфа занимала его малолетняя дочь Кристина. Польские войска имели преимущество на суше, но на море господствовал шведский флот. Своими десантами он не давал закрепиться на побережье польском войскам и держал под контролем прусские порты.
У Польши боеспособного флота тогда не было. Созданный регулярный польский флот (двенадцать кораблей: десять фрегатов и две галеры) после нескольких стычек почти прекратил своё существование. Кроме того, шведские морские силы насчитывали сотни боевых и вспомогательных кораблей. Но существовал флот на Запорожье. Вспомнив подвиги казаков в Чёрном море, придворные предложили королю Владиславу IV использовать казацкий флот против шведов на Балтийском море.
В этой ситуации польский король Владислав IV был вынужден обратиться за помощью к запорожским казакам.

## Формирование эскадры
В мае 1635 года король Польши Владислав IV направил распоряжение полковнику Войска Запорожского Константину Вовку собрать полторы тысячи казаков «добрых и с морем знакомых» и направить их на Неман. Одновременно он выделил средства на строительство 30 чаек.
К Юрбургу (Литва) прибыл «казак-судостроитель». Под его руководством местные мастера за несколько месяцев построили пятнадцать чаек из тридцати заказанных. Эскадра была сооружена не полностью вследствие ненадлежащего предоставления правительством строительных материалов. Чтобы исправить проблему, украинские корабелы предложили перестроить под чайки пятнадцать местных рыболовецких судов. Эти суда, как чайки, имели неглубокую осадку и по очертаниям корпуса и оснащением напоминали драккары — корабли викингов. Польское правительство обеспечило чайки необходимым оборудованием (компасами, секстантами, фонарями, котлами) и оружием (пушками, гаковницами, копьями и баграми).
Тогда же, в мае 1635 года, был начат набор охотников из казаков. Всего было записано около тысячи реестровых казаков, которые имели опыт морских походов. Казаки, несколькими отрядами, в первой декаде июля прибыл в Ковно (ныне Каунас).
19 июля 1635 года через Литву прибыл со своим полком Константин Вовк, как писал польский хроникер того времени А. Радзивилл, «в большом порядке». С устья Немана казаки на чайках пошли под Королевец (Кёнигсберг).

## Боевые действия
Между тем, пока формировалась флотилия, боевые действия между Польшей и Швецией прекратились. Шляхта, уставшая от затяжной войны, отказывалась поддерживать её продолжение и начались очередные мирные переговоры. Однако дипломатические меры не принесли Польше положительного результата. Более того, во время переговоров шведы захватили польский королевский флагманский корабль и отправили его к скандинавским берегам.
В такой ситуации Владислав IV приказал полковнику Вовку идти в Вислинский залив и выступить против шведской эскадры. В ночь с 30 на 31 августа казацкая эскадра вышла из устья Немана и штормовым морем совершила ночной переход из-под Королевца в Пиллау (Балтийск), на рейде которого находилась шведская эскадра. Казаки прошли, не обнаруженные шведами.
В бою казацкие чайки зарекомендовали себя очень хорошо. Благодаря малым размерам и маневренности они имели преимущество в ближнем бою перед большими шведскими фрегатами. Во время боя в открытом море казакам удалось отрезать и захватить корабль, груженный военной амуницией и провиантом для войска.
После абордажного боя казаки «очень смутили шведов». Эта победа на море значительно ускорила мирные переговоры. Кроме того, захваченный казаками шведский корабль позволил польскому королю вскоре выменять его на свой королевский флагман «Чёрный орел», ранее захваченный шведами в Пиллау.
После громкой победы украинский флот ещё две недели патрулировал побережье от устья Немана до Пиллау, заставляя шведов держаться на расстоянии.
12 сентября 1635 года поляки заключили со шведами Штумсдорфское перемирие на 26 лет.
23 сентября король написал письмо полковнику Вовку, в котором приказал «идти скромно домой», получив в Торуни зарплату казакам. Воины получили 15 тысяч золотых за службу и оставили за собой все трофеи. Чайки и весь припас были отданы на хранение в Ковно, где «имели их прятать тщательно». Вполне возможно, что польский король ещё раз надеялся использовать казацкий флот на Балтийском море. Однако этого не произошло.